# Johannes Roest

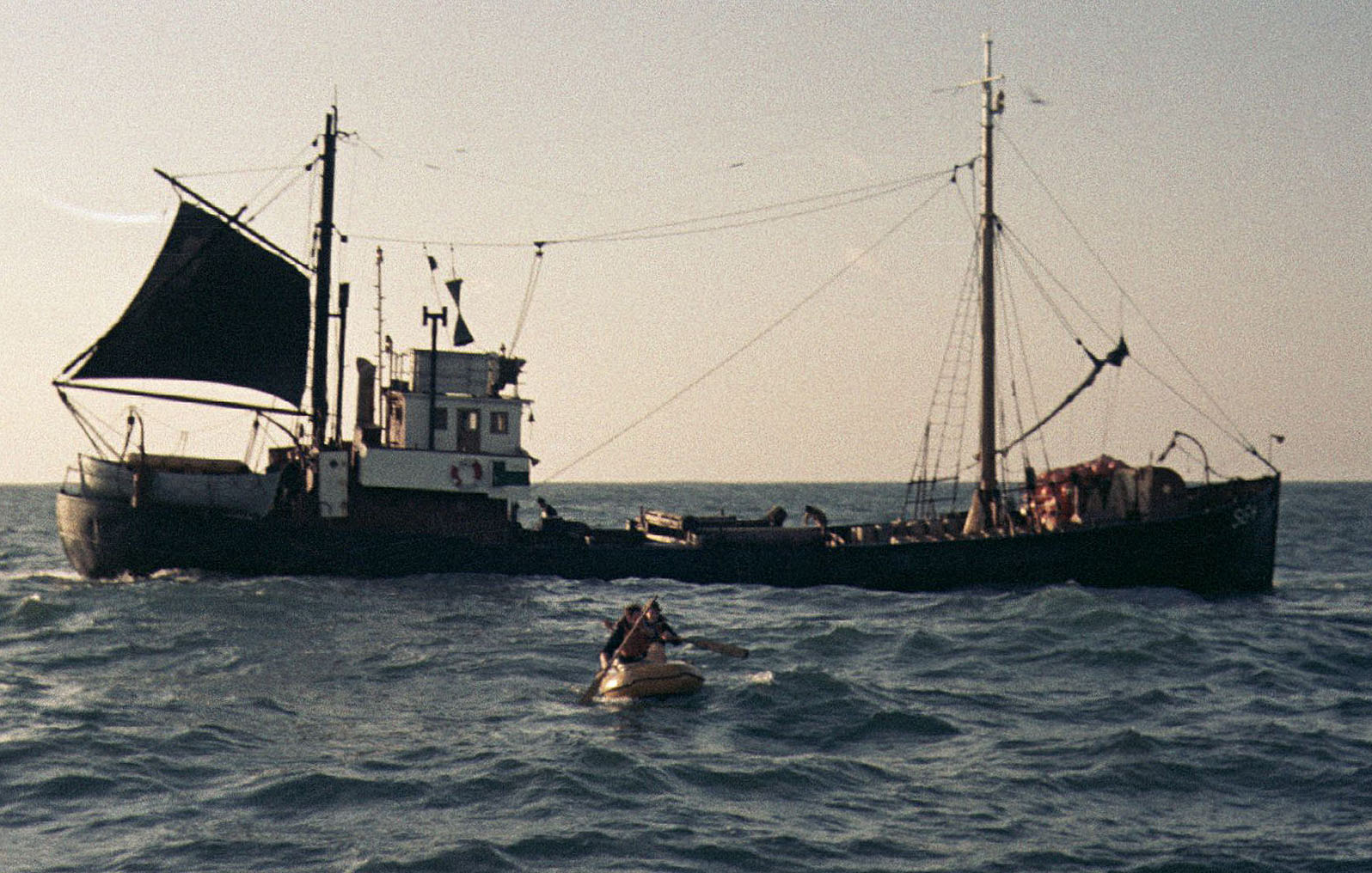
Scheepstype logger

Johannes (Jan, Jantje) Roest (2 april 1927) is een Nederlands oud-marineman en Engelandvaarder. Tijdens de Tweede Wereldoorlog kwam hij als 15-jarige visser op 1 september 1942 als vermoedelijk jongste Engelandvaarder aan in het Engelse West Hartlepool.

## Muiterij
Roest was als afhouder aangemonsterd op de logger KW 110. Deze was toegerust voor de vleetvisserij op haring. De logger werd door de Duitse Abwehr gebruikt als spionagelogger. Op weg naar de visgronden van de Noordzee werd op 29 augustus 1942 onder leiding van stuurman Jacob de Mos een van tevoren geplande muiterij gerealiseerd door de twaalf bemanningsleden waaronder Roest. De Duitsgezinde Scheveningse schipper Pieter Grootveld sr. en de door de Abwehr opgeleide - en bewapende - V-Mann (vertrouwensman) en spion Johannes A. Dijkstra werden overmeesterd.
Mede door de verhoren van de inmiddels in Engeland gearresteerde schipper en de meevarende vertrouwensman kregen de geallieerden steeds meer greep op het fenomeen spionagelogger. Het tweetal werd na een reeks verhoren voor de duur van de oorlog vastgezet in een interneringskamp op het eiland Man. Als bijzonderheid gold dat de vertrouwensmannen niet op de monsterrol voorkwamen en dus niet als vermist konden worden aangemerkt.

## Koningin Wilhelmina
Na het voor iedere Engelandvaarder gebruikelijke verhoor in de Patriotic School gingen de meeste mannen - goeddeels afkomstig uit Scheveningen - zo spoedig mogelijk op zoek naar een plaatsing bij de Koninklijke Marine. Zij werden - uiteraard zonder de schipper - voorlopig ondergebracht in het Holland House te Londen. In oktober 1942 werd het twaalftal door Koningin Wilhelmina ontvangen op het landgoed Stubbings House in het Engelse Maidenhead. Roest kon op grond van zijn leeftijd nog niet, zoals door hem gewenst, toetreden tot de Koninklijke Marine. Om diezelfde reden kon hij als visser ook nog niet aanmonsteren op een der Engelse trawlers.

## Onderzeedienst
In de loop van 1943 kreeg Roest de zo door hem gewenste opleiding bij de marine. Na die opleiding werd hij ingedeeld bij de Onderzeedienst. Hij voer op verschillende onderzeeërs van deze dienst en beëindigde zijn zeemanschap in 1955. Daarna werkte hij tot aan zijn pensioen bij de Hoogovens.